# Abrota ganga
Abrota ganga är en fjärilsart som beskrevs av Moore 1857. Abrota ganga ingår i släktet Abrota och familjen praktfjärilar. Inga underarter finns listade i Catalogue of Life.

## Bildgalleri

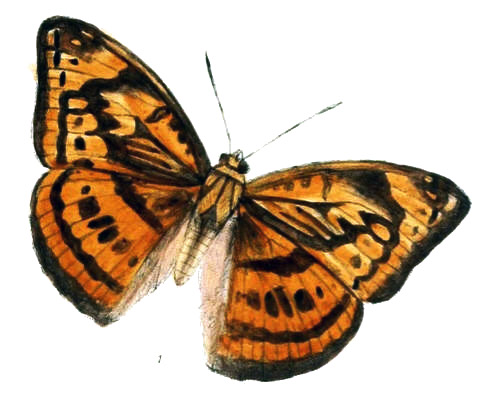
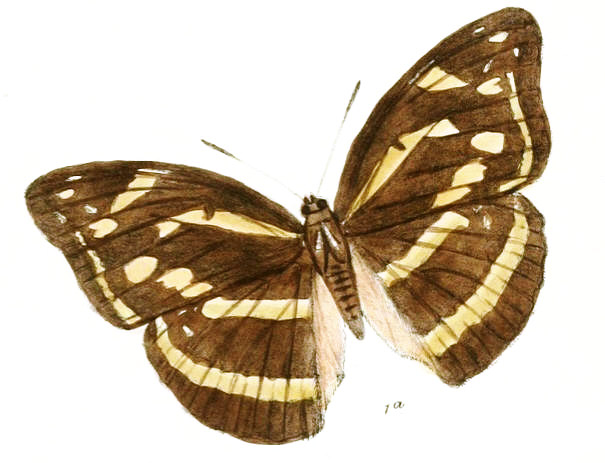
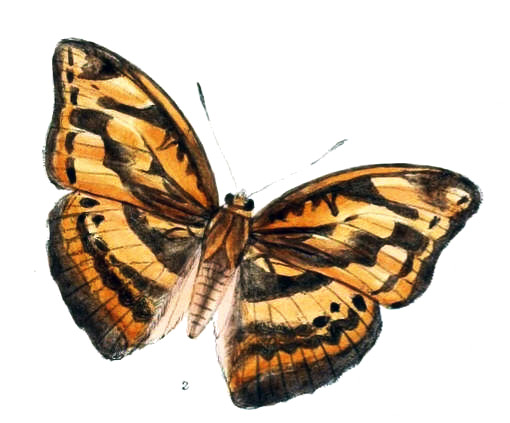
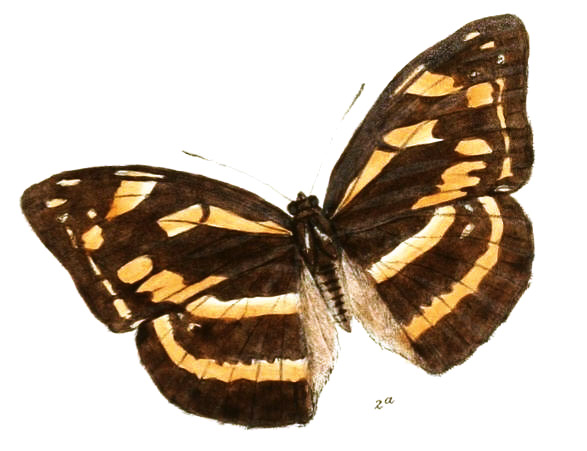